# Scavo a sezione obbligata
Lo scavo a sezione obbligata è il tipo di escavazione che consente di ricavare vuoti nel terreno destinati alla realizzazione delle fondazioni di nuovi edifici, canalizzazioni, fognature, cunette, fossi, cordonature.
Per scavi a sezione ristretta o obbligata, si intendono di solito gli scavi aventi la larghezza uguale o inferiore all'altezza, eseguiti a partire dalla superficie del terreno naturale o dal fondo di un precedente scavo di sbancamento, sempre che il fondo dello scavo non sia accessibile ai mezzi di trasporto.
La dimensione della larghezza dello scavo, a prescindere dalla sua estensione in lunghezza, è inferiore alla profondità (ciò si verifica spesso negli scavi stradali per la posa di cavi per pubblici servizi di modesta dimensione).